# Laguna de La Laja
La laguna del Laja está ubicado en la comuna de Antuco, en la cordillera de los Andes de la Región del Biobío, inserto en el parque nacional homónimo, en donde hay actividades deportivas y recreacionales, como el esquí y la pesca deportiva. También hay refugios de alta montaña y se desarrollan deportes invernales. En sus orillas se encuentra el volcán Antuco.

## Hidrografía
El lago tiene un volumen máximo de 5.582 hm³ y su promedio histórico es de 3.202 hm³.  Sus aguas mueven las turbinas hidroeléctricas de pasada en las centrales Abanico, El Toro y Antuco. La laguna es la naciente del río de La Laja.

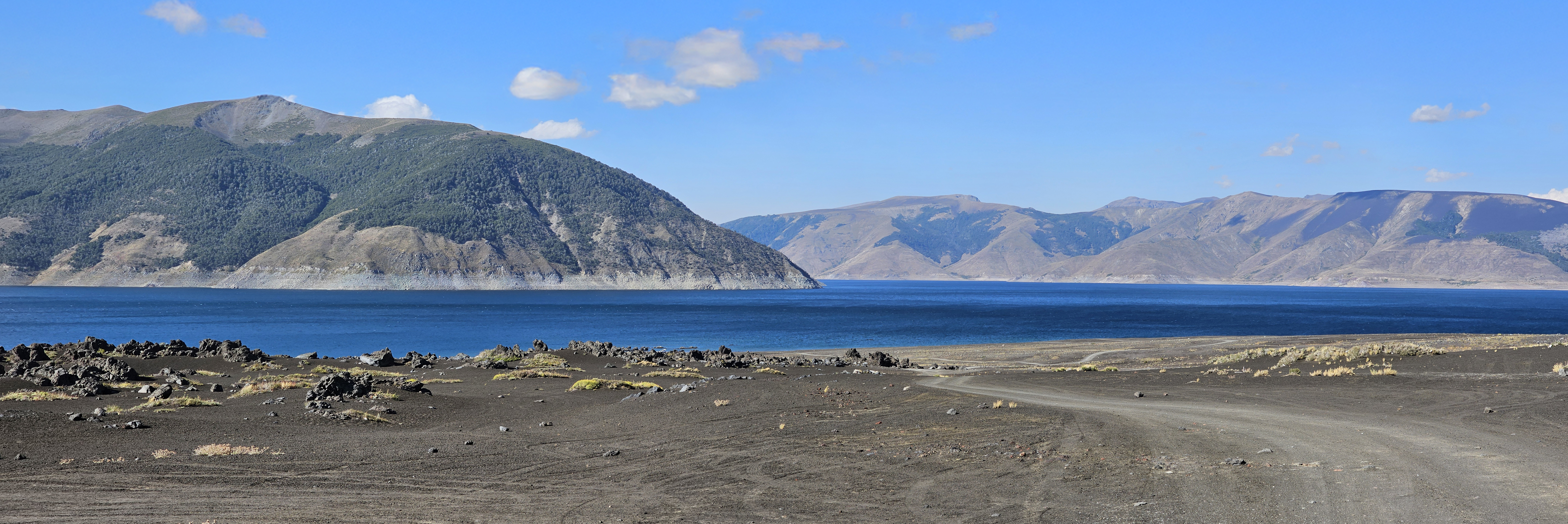
Panorámica de la Laguna Laja en 2025

## Situación hídrica en 2018-19
| Volumen almacenado Laguna Laja                                   |                                                                  |
| ---------------------------------------------------------------- | ---------------------------------------------------------------- |
| Gráfico no disponible temporalmente debido a problemas técnicos. |                                                                  |
| Volumen promedio histórico Contenido 2018-19                     |                                                                  |
|                                                                  | Gráfico no disponible temporalmente debido a problemas técnicos. |

La información de la Dirección General de Aguas sobre el volumen almacenado por el embalse durante los últimos 12 meses muestra un déficit con respecto al promedio histórico almacenado de 3202 hm³. Los volúmenes entregados por el Ministerio de Obras Públicas son los que están por sobre la cota de 1300 m s. n. m.

## El parque nacional
La laguna del Laja es un parque nacional creado en 1958, ubicado en la precordillera andina en la comuna de Antuco, en la provincia del Biobío, a 86 km al este de la ciudad de Los Ángeles, en los 37º 23’ latitud sur y 71° 24’ longitud oeste.

### Clima
Entre los meses de junio y septiembre, nieva y llueve en el lugar, alcanzando un promedio anual de 2170 mm. La temperatura máxima media anual en enero es de 13,6 °C y la mínima en julio es de -0,3 °C.

### Accesos
Camino Los Ángeles - Antuco - Abanico - Laguna del Laja, transitable todo el año. La ruta tiene 93 km, de los cuales 64 están pavimentados y el resto es de ripio.
Medios de movilización pública:
Existe un servicio regular de buses rurales que une Los Ángeles con el poblado de Abanico. Las salidas desde Los Ángeles son efectuadas desde el terminal de buses intercomunal Islajacob y del terminal de buses Vega Techada.
Abanico:
El Abanico se encuentra camino a Antuco, tiene tiendas, panaderías, puestos de artesanía, alojamientos, canopi, etc.

### Flora y fauna

#### Flora
Ciprés de la Cordillera: Especie clasificada como vulnerable a la extinción, constituye en este Parque un bosque homogéneo, considerado uno de los principales del país. Se la puede observar cerca de la entrada, a orillas del camino principal. (sectores Lagunillas y Chacay).
Araucaria: Especie clasificada como vulnerable a la extinción, encuentra en el parque su distribución natural más septentrional. Está representada solo por unos pocos ejemplares. Se la puede observar a través de un sendero de excursión que asciende hacia la sierra Velluda (sector Chacay).
Maitén del Chubut y Radal Enano: Especies clasificadas como raras. Son arbustos de distribución restringida pero fáciles de observar en el sector Chacay.
Maihuenia: Es una cactácea considerada como exclusiva de la zona andina y de arenales del valle de la región. Se le puede observar en el sector Chacay.

#### Fauna
Las aves constituyen la principal población de fauna, encontrándose presente 47 especies entre pajarillos, anátidas, rapaces y búhos, entre otras. De especial interés son la bandurria y el cóndor, considerados como vulnerables a la extinción. Se les puede observar en los sectores de Lagunillas y Chacay. También adquieren importancia la perdicita cordillerana y la gaviota andina, clasificadas como raras, se les puede encontrar en todo el Parque.
La población de mamíferos es escasa destacándose la vizcacha especie clasificada en peligro de extinción en la región. Se la puede encontrar en los sectores de Lagunillas y la laguna del Laja. También se puede observar el puma, especie vulnerable a la extinción y los zorros culpeo y chilla. Los sectores de observación de estas tres últimas especies son Lagunillas y Chacay.
Una de los animales más difícil de encontrar es el Matuasto, animal protegido, que se encuentra en las rocas volcánicas. Es un lagarto inofensivo que al descubrirlo no pasará desapercibido ya que su tamaño es de los mayores entre los reptiles existentes en la provincia, como también su estructura corporal y colorida piel. Además otra familia de los lagartos es la lagartija verde (Liolaemus tenuis), es fácil de distinguir por su colorida piel como puntos verdes amarillos y azules. Es posible verla en los troncos de los árboles en su ambiente natural en los cuales desarrolla su actividad normal como lo es alimentarse de insectos que están a su alcance. Por ello en la época invernal reposan sin actividad hasta la llegada de la próxima primavera que le proveerá nuevamente de su alimento exclusivo.

Flora y fauna del embalse
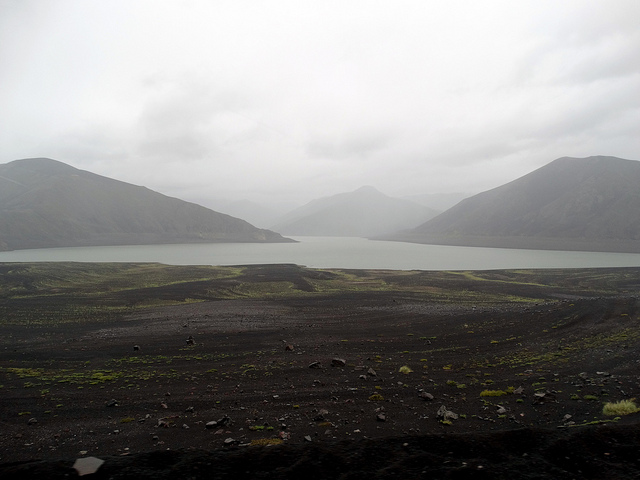
Lago Laja - Verano Sendero de Chile.
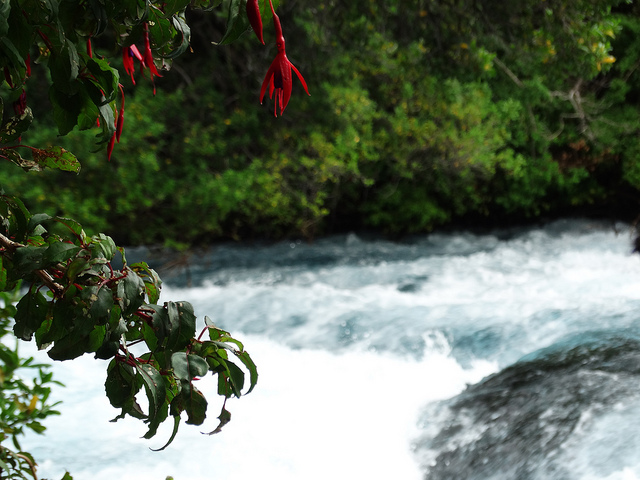
Orilla del Río Laja.
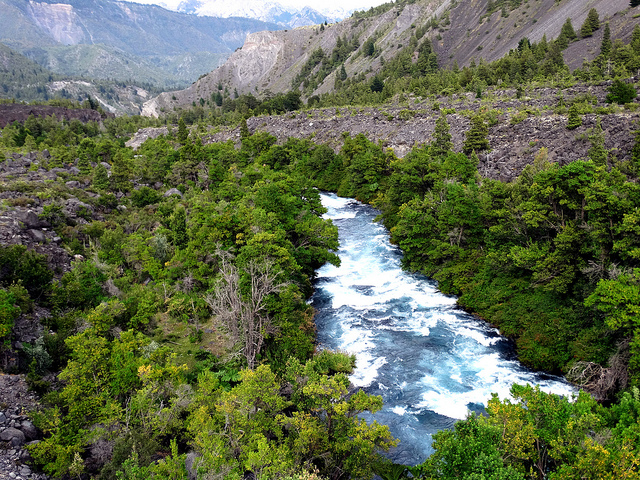
Río Laja, vista desde un mirador.